# Smith Island (Australia)
L'isola di Smith (in inglese: Smith Island) è un'isola australiana sita nel golfo di Spencer, sulla punta meridionale della penisola di Eyre.

## Geografia
Smith Island si colloca circa 32 km a sud-est del centro regionale di Port Lincoln, 2,8 km a sud di Lewis Island e 1,8 km ad est di Cape Catastrophe, la punta orientale della penisola di Jussieu. L'isola si estende per circa quattro ettari e presenta una forma "a virgola", con la punta rivolta verso nord: l'altezza massima di Smith Island è di 22 m sul livello del mare.
L'isola si è formata circa 9100 anni fa, con l'innalzamento del livello del mare verso l'inizio dell'Olocene: essa è costituita da un blocco unico di granito che si erge quasi verticalmente dalle acque (il che, sommato al mare frequentemente mosso e alle correnti improvvise, limita fortemente l'accesso all'isola via mare) ed è sormontato da uno strato di calcarenite che a sua volta sostiene uno strato di suolo piuttosto profondo.

## Storia
L'isola prende il nome da William Smith, uno degli 8 membri dell'equipaggio dell'HMS Investigator (i quali danno il nome a tutte le isole del gruppo di Taylor Island) al comando di Matthew Flinders che persero la vita il 21 febbraio 1802 quando il cutter sul quale stavano andando a cercare acqua potabile sulla terraferma venne ribaltata dalle onde.
Smith Island è stata per la maggior parte della sua storia recente utilizzata per l'estrazione di guano: fin dal 1965 l'isola, assieme a numerose altre del gruppo di Taylor Island, venne dichiarata area protetta: a lungo parte del Lincoln National Park, dal 30 settembre 2004 Lewis Island è entrata a far parte dell'area protetta di Memory Cove Wilderness Protection Area e dal dicembre 2012 le acque adiacenti l'isola e quelle circostanti sono divenute parte dell'area marina protetta di Thorny Passage Marine Park.

## Flora e fauna
Il censimento del 1996 ha identificato 23 specie di piante su Smith Island: la maggior parte sono erbe abbarbicate sui bordi dello strato calcarenitico dell'isola, mentre le zone di suolo più profondo sono monopolizzate da Atriplex paludosa e Atriplex cinerea.
L'abbondante presenza del leone marino australiano nelle acque e coste dell'isola è attestata fin dal 1936: gli strati calcarei vengono utilizzati per la nidificazione dalla berta codacorta e uccello delle tempeste facciabianca, oltre che della specie prossima alla minaccia berta piedicarnicini (della quale l'isola ospiterebbe fino a 150 coppie nidificanti).